# Джерунг
Джерунг (Jero, Jero Mala, Jerum, Jerung, Jerunge, Jherung, Zero, Zero Mala, Zerum) — находящийся под угрозой исчезновения языки группы киранти, на котором говорят народы чхетри (4.033.000), магар (1.914.000), таманг (1.423.000), невах (1.412.000), дарджи (440.000), тхакури (390.000), дханук (196.000) и сунувар (91.900), проживающие в зоне Сагарматха (округ Окхалдхунга, ареал реки Мауланг-Кхола, к северу от реки Сункоси), а также в зоне Джанакпур (округ Синдхули, деревни на западном берегу реки Бахадур-Кхола, река Сункоси на юг в сторону деревни Мохангар) в Непале.
У джерунг есть диалекты балкху-сиснери, мадхавпур и ратнавати (синдхули). На северном диалекте говорят в округе Окхалдхунга, а на южном — в округе Синдхули. Также используют язык вамбуле в качестве второго. «Чаурасия» — название языковой единицы, объединяющей джерунг и вамбуле.